# Herochroma simplex
Herochroma simplex là một loài bướm đêm trong họ Geometridae.